# Alexander Imich
Alexander Imich (Częstochowa, 4 febbraio 1903 – New York, 8 giugno 2014) è stato un parapsicologo, chimico e supercentenario polacco naturalizzato statunitense vissuto 111 anni e 124 giorni, noto per essere stato, dalla scomparsa di Arturo Licata (24 aprile 2014) fino alla propria morte, l'uomo vivente più anziano al mondo.

## Biografia
All'età di 15 anni con la sua classe entrò nelle forze polacche per combattere l'Armata Rossa e liberare la Polonia. Insieme al suo fratello più grande entrò a far parte di una divisione motorizzata, guidando i camion fino al fronte dei combattimenti; quando l'Armata Rossa venne sconfitta, Imich tornò a scuola (col tempo sarebbe diventato l'ultimo veterano della prima guerra mondiale). Nel 1929 conseguì il dottorato di ricerca in zoologia a Cracovia all'Università Jagellonica, ma non riuscendo a trovare una posizione accademica in quella disciplina, passò alla chimica. Negli anni venti e trenta fece delle ricerche per la Società Polacca per la Ricerca Parapsicologica.
Nel 1939, dopo l'Occupazione tedesca della Polonia, scappò con la moglie Wela a Białystok, da poco annessa dai sovietici alla RSS Bielorussa dove divenne impiegato in un'industria chimica; successivamente la coppia venne internata in un campo di lavoro perché rifiutarono la cittadinanza sovietica e vennero liberati solo nel 1945. Sempre nel 1945 tornò in Polonia e nel 1953 si trasferì con la moglie Wela a New York; quando quest'ultima morì, si interessò nuovamente di parapsicologia, scrivendo in numerose riviste e pubblicando anche un libro nel 1995; inoltre, nel 1999, ha fondato l'Anomalous Phenomena Research Center per far conoscere la parapsicologia ed i fenomeni paranormali al grande pubblico.
Il 4 febbraio 2013 ha compiuto 110 anni ed è diventato supercentenario. Il 24 aprile 2014, con la morte di Arturo Licata, è diventato l'uomo vivente più anziano del mondo. Scompare l'8 giugno 2014 all'età di 111 anni e 124 giorni.